# 八堡城堡
26°47′07.41″N 119°53′10.56″E / 26.7853917°N 119.8862667°E
八堡城堡，位于中国福建省霞浦县沙江镇八堡村，为一个省级文物保护单位，类型为古建筑，为第八批福建省文物保护单位，公布时间为2013年1月28日。
八堡城堡的历史年代为明、清，建于明朝嘉靖三十二年（1553年），城堡内基本保持当时的街道和民居建筑，2010年被公布为霞浦县文物保护单位，2013年被公布为福建省文物保护单位。